# Чемпіонат світу з дзюдо серед глухих 2021
1-й чемпіонат світу з дзюдо серед глухих пройшов з 27 по 30 жовтня 2021 року та був організований міжнародним комітетом спорту для глухих. У чемпіонаті взяли участь 164 спортсмени: 105 чоловіків та 59 жінок з 26 країн. 

## Медальний залік
| Місце   | Країна                                               | Золото | Срібло | Бронза | Загалом |
| ------- | ---------------------------------------------------- | ------ | ------ | ------ | ------- |
| 1       | Україна                                              | 7      | 0      | 7      | 14      |
| 2       | Файл:Russian Paralympic Committee flag (2021).svgСКР | 3      | 11     | 8      | 22      |
| 3       | Південна Корея                                       | 2      | 1      | 3      | 6       |
| 4       | Франція                                              | 1      | 2      | 2      | 5       |
| 5       | Туреччина                                            | 1      | 0      | 4      | 5       |
| 6       | Мексика                                              | 1      | 0      | 0      | 1       |
| 6       | Португалія                                           | 1      | 0      | 0      | 1       |
| 6       | Чехія                                                | 1      | 0      | 0      | 1       |
| 9       | Японія                                               | 0      | 2      | 0      | 2       |
| 10      | Іран                                                 | 0      | 1      | 2      | 3       |
| 11      | Казахстан                                            | 0      | 0      | 3      | 3       |
| 12      | Киргизстан                                           | 0      | 0      | 1      | 1       |
| 12      | Нідерланди                                           | 0      | 0      | 1      | 1       |
| 12      | Аргентина                                            | 0      | 0      | 1      | 1       |
| 12      | Індія                                                | 0      | 0      | 1      | 1       |
| Загалом | Загалом                                              | 17     | 17     | 34     | 68      |

## Змагання

### Чоловіки
| Змагання     | Золото                                                               | Срібло                                                               | Бронза                                                            |
| ------------ | -------------------------------------------------------------------- | -------------------------------------------------------------------- | ----------------------------------------------------------------- |
| До 60 кг     | Файл:Russian Paralympic Committee flag (2021).svg Салідов Назім      | Файл:Russian Paralympic Committee flag (2021).svg Білобородов Дмитро | Алдібек Нурмукхамед                                               |
| До 60 кг     | Файл:Russian Paralympic Committee flag (2021).svg Салідов Назім      | Файл:Russian Paralympic Committee flag (2021).svg Білобородов Дмитро | Вестерхофт Альберт                                                |
| До 66 кг     | Файл:Russian Paralympic Committee flag (2021).svg Рябаченко Михайло  | Сато Масакі                                                          | Файл:Russian Paralympic Committee flag (2021).svg Аскеров Руслан  |
| До 66 кг     | Файл:Russian Paralympic Committee flag (2021).svg Рябаченко Михайло  | Сато Масакі                                                          | Юлдіс Ене                                                         |
| До 73 кг     | Шеретов Дмитро                                                       | Гамоу Кадзума                                                        | Канап'янов Шаякхмет                                               |
| До 73 кг     | Шеретов Дмитро                                                       | Гамоу Кадзума                                                        | Дафтарі Амірнохамад                                               |
| До 81 кг     | Урендері Рафаєль                                                     | Джонард Кирило                                                       | Шелік Юсуф                                                        |
| До 81 кг     | Урендері Рафаєль                                                     | Джонард Кирило                                                       | Кім Мінсок                                                        |
| До 90 кг     | Нетяха Лука                                                          | Файл:Russian Paralympic Committee flag (2021).svg Кадиров Рінат      | Файл:Russian Paralympic Committee flag (2021).svg Сидоров Михайло |
| До 90 кг     | Нетяха Лука                                                          | Файл:Russian Paralympic Committee flag (2021).svg Кадиров Рінат      | Ян ДжунМу                                                         |
| До 100 кг    | Файл:Russian Paralympic Committee flag (2021).svg Муратзаліев Курбан | Файл:Russian Paralympic Committee flag (2021).svg Лукманов Рустам    | Маклаков Володимр                                                 |
| До 100 кг    | Файл:Russian Paralympic Committee flag (2021).svg Муратзаліев Курбан | Файл:Russian Paralympic Committee flag (2021).svg Лукманов Рустам    | Фандєєв Артем                                                     |
| Понад 100 кг | Булут Самет                                                          | Репікет Артур                                                        | Каналбек Ілгіз                                                    |
| Понад 100 кг | Булут Самет                                                          | Репікет Артур                                                        | Мейте Амаду                                                       |

### Жінки
| Змагання    | Золото           | Срібло                                                               | Бронза                                                             |
| ----------- | ---------------- | -------------------------------------------------------------------- | ------------------------------------------------------------------ |
| До 48 кг    | Уітрон Марія     | Файл:Russian Paralympic Committee flag (2021).svg Поздеєва Аліна     | Ненко Наталія                                                      |
| До 48 кг    | Уітрон Марія     | Файл:Russian Paralympic Committee flag (2021).svg Поздеєва Аліна     | Файл:Russian Paralympic Committee flag (2021).svg Такханова Аржана |
| До 52 кг    | Шостак Анна      | Файл:Russian Paralympic Committee flag (2021).svg Петрова Емілія     | Чон Суква                                                          |
| До 52 кг    | Шостак Анна      | Файл:Russian Paralympic Committee flag (2021).svg Петрова Емілія     | Файл:Russian Paralympic Committee flag (2021).svg Кузнєцова Жанна  |
| До 57 кг    | Сантос Йохана    | Лі Хайона                                                            | Файл:Russian Paralympic Committee flag (2021).svg Оржак Чаянна     |
| До 57 кг    | Сантос Йохана    | Лі Хайона                                                            | Авдієва Катерина                                                   |
| До 63 кг    | Шепелюк Катерина | Файл:Russian Paralympic Committee flag (2021).svg Трущенко Єлізавета | Файл:Russian Paralympic Committee flag (2021).svg Касянова Єлена   |
| До 63 кг    | Шепелюк Катерина | Файл:Russian Paralympic Committee flag (2021).svg Трущенко Єлізавета | Гокуллу Есма                                                       |
| До 70 кг    | Швецова Юлія     | Файл:Russian Paralympic Committee flag (2021).svg Чамиян Дженні      | Бонфанті Валентина                                                 |
| До 70 кг    | Швецова Юлія     | Файл:Russian Paralympic Committee flag (2021).svg Чамиян Дженні      | Колеснікова Валерія                                                |
| До 78 кг    | Хон Юнмі         | Файл:Russian Paralympic Committee flag (2021).svg Атаєва Заіра       | Файл:Russian Paralympic Committee flag (2021).svg Слєпушева Міла   |
| До 78 кг    | Хон Юнмі         | Файл:Russian Paralympic Committee flag (2021).svg Атаєва Заіра       | Погорєлова Марина                                                  |
| Понад 78 кг | Кравченко Оксана | Файл:Russian Paralympic Committee flag (2021).svg Дроздова Наталія   | Файл:Russian Paralympic Committee flag (2021).svg Ястрєбова Олеся  |
| Понад 78 кг | Кравченко Оксана | Файл:Russian Paralympic Committee flag (2021).svg Дроздова Наталія   | Бала Марія                                                         |

### Команди

#### Чоловіки
| Змагання | Золото  | Срібло                                                | Бронза  |
| -------- | ------- | ----------------------------------------------------- | ------- |
| Команда  | Україна | Файл:Russian Paralympic Committee flag (2021).svg СКР | Іран    |
| Команда  | Україна | Файл:Russian Paralympic Committee flag (2021).svg СКР | Франція |

#### Жінки
| Змагання | Золото  | Срібло                                                | Бронза    |
| -------- | ------- | ----------------------------------------------------- | --------- |
| Команда  | Україна | Файл:Russian Paralympic Committee flag (2021).svg СКР | Казахстан |
| Команда  | Україна | Файл:Russian Paralympic Committee flag (2021).svg СКР | Індія     |

### Наге-но-Ката
| Змагання     | Золото              | Срібло                       | Бронза                    |
| ------------ | ------------------- | ---------------------------- | ------------------------- |
| Наге-но-Ката | Ян ДжунМу Чой Сонхі | Асіаб Мохамед Сатіан Альреза | Шелік Юсуф Езенбога Еркан |